# Фулан Деви
Фулан Деви (Патекарала, 10. август 1963 — Њу Делхи, 26. јул 2001) позната и као Краљица бандита је била индијска посланица као и чланица индијске криминалне групе.
Рођена је у сиромашној породици. Фулан је прошла кроз сиромаштво, дечји брак и имала је насилни брак пре него што је кренула путем изван закона. Развијајући велике разлике са родитељима и супругом, Фулан је покушала да побегне тако што се придружила групи разбојника. Она је била једина жена у тој банди, а њен однос са једним чланом банде, изазвао је свађу између чланова банде. Њен љубавник убијен је у тој пуцњави. Победничка ривалска фракција одвела ју је и затворила је у једну собу. Двадесет и два човека банде, су је силовали неколико пута пре него што је побегла. Након што је побегла, Фулан се придружила остацима фракције банде свог мртвог љубавника, и наставила је са разбојством. Неколико месеци касније, њена нова банда се спустила на село Бехмаји како би се осветила за оно што је претрпела. Свих тих двадесет два мушкарца који су је силовали, је убила њена банда.

## Биографија
Она је била четврто и најмлађе дете Муле и њеног супруга Деви Дин Малаха. Само она и једна њена старија сестра преживеле су до одрасле доби.
Њена породица била је веома сиромашна. Главна имовина у њиховом власништву била је око једног хектара (0,4 хектара) пољопривредног земљишта. Када је имала једанаест година, њени бака и бака су умрли брзо, а старији брат њеног оца постао је глава породице. Његов син, Мажа Дин Малах, предложио је да сече велико стабло које је заузимало велики део њихове пољопривредне површине од једног јутара. Желео је то да уради јер је стабло било старо и не баш продуктивно, и желео је да обрађује тај део земље са још рентабилнијим културама. Њен отац признао је да има смисла за овај чин, и пристао на то уз благи протест. Међутим, она је била бесна. Мислила је да, пошто њен отац није имао синове (само две ћерке), њен стриц и рођак имају једини права за породично пољопривредно земљиште наслеђено од деде по оцу. Суочила се са својим много старијим рођаком, исмејала га је јавно, назвала га лоповом и непрестано, и током неколико недеља, понижавала га и позивала на злостављање и ругање. Једна од ствари о којој говори сваки извор у вези с њом је чињеница да је имала поган језик и рутински користила псовке. Она је физички напала и њеног рођака, када ју је претукао због злостављања и оптужби против њега. Затим је скупила неколико сеоских девојака и приредила седенку, и није се померила ни када су старешине породица покушале да употребе силу да их одвуку кући. На крају су је тукли циглом док није остала без свести.
Неколико месеци након овог инцидента, када је она имала једанаест година, њени родитељи су се договорили да се уда за човека по имену Путилал Малах, који је живео неколико стотина километара даље и био је три пута старији од ње. Трпела је непрестано премлаћивање и сексуално злостављање од стране свог супруга, а након неколико покушаја бекства враћена је својој породици у 'срамоти'.
У знак одмазде за јавна и приватна понижења која су га задесила, а како би је научио лекцији, Мажа Дин је отишао код локалних полицајаца и оптужио Фулан да је украла ситне предмете, укључујући златни прстен и ручни сат. Полицајци, који су припадали оближњим селима, добро су познавали њу и њену породицу и учинили су шта је породица желела. Три дана су је држали у затвору, физички је злостављали, а затим је пустили уз упозорење да се понаша боље у будућности и да живи мирно, не свађајући се са својом породицом или са другима. Фулан никада није опростила рођаку због овог инцидента.
Након што је пуштена из затвора, њени родитељи су је поново желели послати њеном супругу. Приближавали су се њој с молбом да је сада стара шеснаест година и самим тим довољно стара да започне заједнички живот са супругом. У почетку је супругова породица одбила да је врати назад. Међутим, они су били веома сиромашни, њен муж имао је тридесет осам година тада, и било је врло тешко наћи другу невесту за њега, посебно ако је већ изашао из брака. Развод је једноставно немогућ у том друштву. Након што је њена породица понудила великодушне поклоне, коначно су се сложили да је узму назад. Њени родитељи обавили су церемонију гауне (после које удата жена почиње да живи са супругом), одвели су је у кућу свог супруга и оставили је тамо.
За неколико месеци, Фулан, поново се вратила својим родитељима. Убрзо након тога, њени девери су вратили поклоне које су им дали њени родитељи и послали су поруку да ни под којим условима неће да врате назад Фулан у породицу. То је било 1979. године, а она је имала само шеснаест година и неколико месеци. Касније је у аутобиографији тврдила да је њен муж човек "врло лошег карактера". Супруга која напушта мужа или га је напустила супруг озбиљна је табу тема у руралној Индији, а она је означена као друштвени одметник.

## Банда
Регион у коме је живела чак је и данас изузетно сиромашан и без индустрије; већина способних мушкараца мигрира у велике градове у потрази за занатским пословима. Током тог периода, индустрија је била у кризи чак и у великим градовима, а свакодневни живот био је ангажман у пољопривреди. Није било необично да младићи траже бег од бесплодног рада на пољима бежећи у оближње равнице (главно географско обележје регије), формирајући групе разбојника и пљачкајући своје напредније суседе у селима или пљачкајући становнике на аутопутевима.
Убрзо након последњег боравка у кући њеног мужа, а исте године (1979), она је упала у једну такву банду. Како се тачно ово догодило, није јасно; неки кажу да их је киднаповала зато што је њен "духовит темперамент", отуђеност од сопствене породице и отворено одбијање њеног мужа привукли су пажњу разбојника, док други кажу да је "напустила свој живот." У својој аутобиографији она само каже „то је био диктат судбине“ — да постаје део банде разбојника.
Било да се ради о отмици или њеној лудости, она је одмах имала разлога за жаљење. Вођа банде, Бабу Гужар, силовао ју је и злостављао три дана. У овом тренутку, њу је спасио од силовања Викрам Малах, други командант банде. У препирци повезаној са силовањем, Викрам Малах је убио Бабу Гужара. Следећег јутра преузео је вођство банде.
Незадовољни чињеницом да Викрам већ има жену и да она такође има мужа, Фулан и Викрам су започели заједнички живот. Неколико недеља касније, банда је напала село у коме је живео њен супруг. Она га је сама извукла из куће и изударала га пред сељанима. Банда га је оставила да лежи готово мртав поред пута, уз напомену која упозорава старије мушкарце да се не удају за младе девојке. Мушкарац је преживео, али носио је ожиљак на трбуху до краја живота. Због овог инцидента и због тога што је правно остао њен супруг, мушкарац се више никада није могао оженити.
Она је убрзо научила како да се служи пушком од Викрама, и учествовала је у активностима банде. Ове активности састојале су се од напада и пљачкања села у којима су живели људи виших слојева, киднаповања релативно просперитетних људи за откупнину и вршења повремених пљачки на аутопутима који су циљали скупе аутомобиле. Она је била једина жена чланица те банде. Након сваког злочина, посетила би храм у Дурги и захвалила се Богињи на њеној заштити. Главна скровишта банде била су у котлинама реке Чамбал.
Нешто касније, Шри Рам и Лала Рам, двоје браће Рајпут које је уловила полиција, пуштени су из затвора и вратили су се у банду. Били су огорчени када су чули за убиство Бабу Гужара, њиховог бившег вође, и њу су сматрали одговорном за подстицање на тај чин. Претукли су је а настала је и свађа. Она је искористила ову прилику како би тврдила да јој је Шри Рам додирнуо груди и малтретирао је током свађе. Као вођа банде, Викрам Малах претукао је Шри Рама због напада на жену и натерао га да се извини. Шри Рам и његов брат размислили су о овом понижавању али су морали да узму у обзир да они спадају у нижи слој разбојника од њих двоје.
Кад год би банда пљачкала село, Шри Рам и Лала Рам би имали разлога да туку и вређају Малахе из тог села. Ово је негодовало малашким члановима бандитске банде, од којих су многи напустили банду. С друге стране, десетак Рајпута придружило се банди на позив браће а равнотежа снаге постепено се померала у корист браће Рајпут. Викрам Малах је тада предложио да се банда подели на две, од којих једна садржи углавном Рајпутсе, а другу углавном Малахе. Шри и Лала су одбили овај предлог с образложењем да је банда увек укључивала мешавину људи за време Бабу Гужара и његових претходника и да није било разлога за промену. У међувремену, остали Малахи такође нису били задовољни Викрамом Малахом. Чињеница да је он сам имао жену која живи заједно са њим изазвала је љубомору; неки од осталих Малаха имали су сродне везе са Викрамовом стварном супругом; а Фуланин језик није волео нико ко је с њом комуницирао. Неколико дана након што је предлог за поделу плануо, настала је свађа између Шри Рама и Викрама Малаха. Очигледно, Шри Рам је изнео коментар о њеном моралу, а Викрам је одговорио коментарима о женама браће Шри Рам. Уследила је пуцњава. Викрам и Фулан успели су да побегну у мраку. Међутим, касније су пронађени и Викрам Малах је убијен. Фуан је победничка фракција одвела у село Бехмаји, у коме доминирају Рајпути, у којем живе Шри Рам, Лала Рам и неколицина нових регрута Рајпута.
Према легенди, Викрам је научио Фулан: "Ако ћеш убити, убиј двадесет, а не само једног. Јер ако убијеш двадесет, твоја слава ће се ширити; ако убијеш само једног, обесиће те као убицу."
Она је била затворена у соби у једној од кућа у селу Бехмаји. Тукли су је, силовали и понижавали неколико припадника банде током три недеље. Коначно су је пустили да се шета гола по селу. Потом је успела да побегне, после три недеље заточеништва, уз помоћ сељака Бехмаија и два члана Малаха из Викрамове банде, укључујући Ман Синга Малаха.
Она и Ман Синг убрзо су постали љубавници и заједнички вође банде састављене искључиво од Маллха. Банда је извршила низ насилних рација и пљачки широм Бунделканда, обично (али не увек) циљајући људе из виших слојева. Неки кажу да је она циљала само богате људе и делила плен са сиромашнима али индијске власти тврде да је то мит; нема доказа да су она или њени партнери у злочинима делили новац са било ким, без обзира на то колико су били сиромашни или не.
Неколико месеци након бекства из Бехмајиа, она се вратила у село да освети. Увече 14. фебруара 1981. године, у време када је у селу била свадба, она и њена банда марширали су у Бехмаји обучени у полицијске службенике. Она је тражила да се нађу њени мучитељи браћа Рам. Два мушкарца није било могуће пронаћи. И тако је Фулан изабрала младиће у селу и поређала их у ред пред бунаром. Затим су улазили у реку. На зеленом насипу наређено им је да клекну. Дошло је до пуцњаве и 22 мушкарца су лежала мртва. Покренут је масовни полицијски напад који, међутим, није успео те нису успели да пронађу Фулан. Почело се говорити да напад није био успешан, јер је она имала подршку сиромашних људи у региону; приче о моделу Робин Худа почеле су да круже медијима. Она је почела да се назива Краљицом разбојника, а индијски медији су је називали неустрашивом женом, подмуклом која се бори за опстанак у свету.
Две године након масакра у Бехмаију, полиција још увек није заробила Фулан. Влада Индире Ганди одлучила је да преговара о предаји. У то време, она је била лошег здравља и већина чланова њене банде је била мртва, неки су умрли од руке полиције, а други од руку ривалских банди. У фебруару 1983. пристала је да се преда властима. Међутим, рекла је да не верује полицији и инсистирала на томе да се она сама преда полицији. Такође је инсистирала на томе да ће положити оружје само пред сликама Махатме Гандија и хиндуистичке богиње Дурга, а не пред полицијом. Она је поставила четири додатна услова:
- Обећање да смртна казна неће бити изречена ниједном члану њене банде који се преда
- Казна за остале чланове банде не би требало да пређе осам година.
- Земљиште које ће јој се дати
- Њена цела породица требало би да буде у пратњи полиције како би била сведоци њене церемоније предаје

Предала се пред 10 000 људи. Она је оптужена за чак четрдесет и осам злочина, укључујући тридесет оптужби за окрутност (разбојништво) и отмицу. Суђење јој је одложено једанаест година, а за то време је остала у затвору. У том периоду оперисана је због цисте на јајницима и подвргнута јој је хистеректомији. Условно је пуштена из затвора 1994. године. У тим годинама се удала за Умеда Синга.

## Политика
Године 1995., годину дана након пуштања на слободу, Фулан је позвана од стране др Рамадоса да учествује у конференцији о забрани алкохола и женској порнографији. Ово је била њена прва конференција након њеног ослобађања која је започела њену индијску политику. Међутим, Фулан се кандидовала за избор посланика из изборне јединице Мирзапур у Утар Прадешу. Оспорила је изборе за члана странке Самажвади Мулаиам Синг Јадава, чија је влада повукла све случајеве против ње и накратко је пустила из затвора. Победила је на изборима и била заступница у периоду 1996–98. Изгубила је место на изборима 1998. године, али је поново изабрана на изборима 1999. године и била је посланица парламента у Мирзапуру када је извршен атентат.

## Атентат
Дана 26. јула 2001. године, у Фулан су пуцала три маскирана мушкарца испред њеног бунгалова у Делхију. Упуцана је девет пута, у главу, прса, рамена и десну руку. Њен лични телохранитељ, Балиндер Синг, упуцан је у груди и десну руку, који је узвратио ватром 9-милиметарског пиштоља када су нападачи побегли са места у аутомобилу Марути 800. Они су напустили аутомобил на средини пута и укрцали се у рикши.
Она је превезена у оближњу болницу, али проглашена је мртвом. Главни осумњичени, Шер Синг Рана, касније се предао полицији. Рана је наводно тврдио да је убио Фулан у знак освете за мушкарце које је убила у масакру у Бехмаију. У последњој пресуди, 14. августа 2014. суд је Рану осудио на доживотни затвор и новчану казну.

## Филм и књига
Иако је била неписмена, Фулан је написала своју аутобиографију под називом The Bandit Queen of India: An Indian Woman's Amazing Journey From Peasant to International Legend, уз помоћ међународних аутора Марије-Терезе Кани и Пола Рамбалија.
Филм по имену Bandit Queen је снимљен 1994. године